# Johan Kõpp

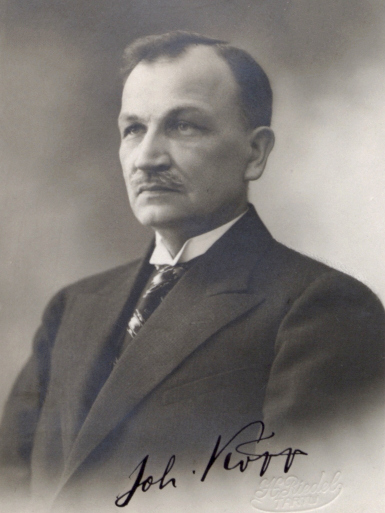
Johan Kõpp. Aufnahme aus den 1920er Jahren.

Johan Kõpp (* 28. Oktoberjul. / 9. November 1874greg. in Holdre, heute Landgemeinde Helme, Estland; † 21. Oktober 1970 in Stockholm, Schweden; Grabstätte in Skogskyrkogården, Stockholm) war ein lutherischer Theologe und estnischer Historiker.

## Leben und Werk
Johan Kõpp wurde im livländischen Holdre (deutsch Hollershof) geboren. Er studierte Theologie an der Kaiserlichen Universität Dorpat. 1906 legte er dort sein Kandidatexamen ab. Anschließend war er bis 1909 als Gymnasiallehrer in Pärnu tätig.
Von 1909 bis 1922 war Kõpp Pastor in Laiuse. Mit der Ausrufung der staatlichen Unabhängigkeit Estlands 1918 betätigte er sich auch politisch. 1919/20 war Kõpp Mitglied der Verfassungsgebenden Versammlung der Republik Estland (Asutav Kogu). Von 1932 bis 1937 hatte er einen Sitz im Heimwehrverband der estnischen Streitkräfte (Kaitseliit) inne. Er gehörte von 1940 als Abgeordneter dem Staatsrat (Riiginõukogu) an.
Kõpp zählte zu den führenden Theologen und Historikern der Zwischenkriegszeit in Estland. Von 1916 bis 1939 und von 1941 bis 1944 war er Professor für Theologie an der Universität Tartu. Von 1923 bis 1928 war er Prorektor und von 1928 bis 1937 Rektor der Universität. Von 1914 bis 1921 war Kõpp Vorsitzender der Estnischen Literaturgesellschaft (Eesti Kirjanduse Selts) und von 1929 bis 1934 stellvertretender Vorsitzender der Gelehrten Estnischen Gesellschaft (Õpetatud Eesti Selts). Daneben hatte er zahlreiche weitere ehrenamtliche Ämter inne und war als Historiker aktiv.
1939 wurde Johan Kõpp zum Bischof und Oberhaupt der Estnischen Evangelisch-Lutherischen Kirche (Eesti Evangeeliumi Luteriusu Kirik, EELK) gewählt. Vor der sowjetischen Besetzung Estlands flüchtete er 1944 ins Exil nach Schweden. Von dort aus leitete er die Kirchenarbeit der lutherischen Exilesten. 1957 wurde er zum Erzbischof der estnisch-lutherischen Exilkirche (später Estnischen Evangelisch-Lutherischen Kirche im Ausland) bestimmt. Er stand damit in einer schwierigen Lage gegenüber der EELK, die sich ab 1949 innerhalb der Estnischen Sozialistischen Sowjetrepublik etablierte. Dennoch betonte Kõpp, dass es sich bei beiden Kirchen eigentlich um eine handelt, die zeitweise durch die politischen Umstände getrennt sei.
Aus Altersgründen schied Kõpp 1964 aus seinem Amt aus. Er starb hochbetagt im schwedischen Exil.

## Werke (Auswahl)
Verzeichnis in: "Elencus bibliographicus Johannis Kõpp." : Charasteria Johanni Kõpp octogenario oblata.(Papers of the Estonian theologcal society in exil 7.) Holmiæ & Uppsala 1954, S. 297–304.
- Eesti Üliõpilaste Seltsi ajalugu. I. 1870-1905. Tartu 1925
- Laiuse kihelkonna ajalugu. Tartu 1937 (2. Aufl. 2009)
- Väike palveraamat. Igapäevaseid palvusi ja palveid. Stockholm 1949
- Mälestuste radadel. (Erinnerungen, 4 Bände) Lund 1953, 1954, 1969 und 1987